# Rafael Reyes
Rafael Reyes Prieto (ur. 5 grudnia 1849, zm. 18 lutego 1921) – kolumbijski generał i polityk, także przedsiębiorca i badacz Amazonii, ambasador Kolumbii w Szwajcarii, dowódca wojsk konserwatystów w wojnie domowej (1899–1902), dyktatorski prezydent kraju od 1904 do 1909, realizator polityki modernizacji Kolumbii, po rezygnacji ze stanowiska wyjechał na dobrowolną emigrację. Wrócił do kraju po 10 latach w 1919. Zmarł na zapalenie płuc w Bogocie w dniu 18 lutego 1921